# Хаддад, Малек
Малек Хаддад (фр. Malek Haddad, араб. مالك حداد‎; 5 июля 1927 — 2 июня 1978) — алжирский франкоязычный писатель и поэт, один из классиков алжирской литературы.

## Биография
Родился в Константине, где и окончил французский лицей. Будучи некоторое время школьным учителем, он продолжил учёбу на юридическом факультете университета Экс-ан-Прованса. Тогда же принял активное участие в левом движении и стал публиковаться в алжирской и французской печати. Бросил учёбу после 1954 года, пойдя работать сельскохозяйственным рабочим с Катебом Ясином в Камарге.
Во время Алжирской войны Малек Хаддад сотрудничал с несколькими журналами, работал на французском радиовещании и писал романы, но также был активным членом Французской федерации ФНО, пока не был вынужден покинуть Францию и перебраться в Тунис. ФНО поручил ему представительские миссии во многих странах, включая Египет, СССР и Индия. После освобождения Алжира в 1962 году возвращается в Константину. В 1963 году входит в руководство Союзом писателей Алжира. С 1968 года — служащий министерства информации и культуры.

## Книги
- В несчастье и в опасности (1956)
- Перевёрнутая страница (1958)
- Я подарю тебе газель (1959)
- Ученик и урок (1960)
- Набережная Цветов не отвечает (1961)
- Слушай, и я тебя позову (1961)